# 나라선
나라선(일본어: 奈良線, ならせん 나라센[*])은 일본 교토부 기즈가와시의 기즈역에서 교토부 교토시 시모교구의 교토역 간을 잇는 서일본 여객철도의 철도 노선이다. 예전에 간사이 본선의 지선 역할로서의 역사가 있었기 때문에, 정식 기점은 기즈 역이지만 기즈 방면이 하행, 교토 방면이 상행으로 되어 있다.
교토 역 ~ 기즈 역 간의 전 구간이 교토 부 내에 있으며 나라현내로는 진입하지 않는데, 이는 과거 나라 철도가 교토 역에서 나라 역까지 철도 노선을 건설하였다가 후일 간사이 철도에 인수되면서 오사카 ~ 나고야 간의 장거리 철도 운행 계통에 포함되는 나라 역 ~ 기즈 역 간이 간사이 본선에 포함되었기 때문이다. 이 때문에 여객 운행 계통 상에서는 모든 열차가 나라 방면으로 직통 운전을 하고 있다.

## 개요
서일본 여객철도의 어번 네트워크 노선의 하나로 교토 역에서 도카이도 신칸센, 도카이도 본선, 산인 본선과, 기즈 역에서 간사이 본선, 가타마치 선과 접속한다. 모든 열차가 간사이 본선 나라역까지 직통 운행하고 있기 때문에 교토와 나라 간을 잇는 역할을 맡고 있다. 노선 색은 갈색 (●)이다.
보통 JR 나라 선이라고 불리는데, 이는 긴키 닛폰 철도에도 나라 선이라는 노선 명칭이 있기 때문이다. JR의 전신인 일본국유철도 시대에는 '고쿠테쓰 나라 선'이라고 안내되기도 하였다. 하지만 노선 명칭이 중첩되는 긴테쓰 나라 선은 정작 오사카와 나라간을 연결하고 있기 때문에 JR 나라 선과 경로가 대응되는 노선은 긴키 닛폰 철도 교토 선이다. 1988년 서일본 여객철도 발족 이후 어번 네트워크 각 노선의 애칭을 정할 때 나라 선의 명칭은 한와 선과 같이 존치되었다. 전 구간에서 긴키 닛폰 철도 교토 선과 경합하고 있기 때문에 일부 구간의 복선화가 이루어져 쾌속 열차의 증발과 운행 속도의 증가가 이루어졌다.
전 구간에서 이코카 및 제휴 교통카드의 사용이 가능하고, 무인역 구간인 나가이케역 ~ 가미코마역 간에는 간이식 자동 개찰기가 설치되어 있다.

## 운행 형태
| 교토                            | ●  | ●  | ●  |
| 도후쿠지                        | ●  | ●  | ●  |
| 이나리                          | ｜ | ｜ | ▲  |
| JR 후지노모리                   | ｜ | ｜ | ｜ |
| 모모야마                        | ｜ | ｜ | ｜ |
| 로쿠지조                        | ●  | ●  | ●  |
| 고하타                          | ｜ | ｜ | ｜ |
| 오바쿠                          | ｜ | ｜ | ｜ |
| 우지                            | ●  | ●  | ●  |
| JR 오구라                       | ●  | ●  | ｜ |
| 신덴                            | ●  | ●  | ｜ |
| 조요                            | ●  | ●  | ●  |
| 나가이케                        | ●  | ｜ | ｜ |
| 야마시로아오다니                | ●  | ｜ | ｜ |
| 야마시로타가                    | ●  | ｜ | ｜ |
| 다마미즈                        | ●  | ●  | ●  |
| 다나쿠라                        | ●  | ｜ | ｜ |
| 가미코마                        | ●  | ｜ | ｜ |
| 기즈                            | ●  | ●  | ●  |
| 나라야마                        | ●  | ｜ | ｜ |
| 나라                            | ●  | ●  | ●  |
| 범례 - ▲: 매년 1월 4일에만 정차 |    |    |    |

병행하는 게이한 전기 철도 우지 선이나 경합하는 긴키 닛폰 철도 교토 선이 다수의 열차를 운행하고 있는 데 비해 JR 나라 선은 일본국유철도 말기인 1984년에야 전철화가 이루어졌으며, JR 발족 직전까지만해도 지방 로컬선용 열차인 일본국유철도 105계 전동차가 운행되는 등 홀대를 받아왔다. 그러나 서일본 여객철도 발족 이후에는 열차의 편성 길이를 늘리고, 일부 구간을 복선화하였으며, 미야코지 쾌속 등의 쾌속 종별의 운행을 시작해 열차 편수를 증발시키는 등 노선 환경의 개선을 도모하였다. 지금은 연선의 우지시의 뵤도인 등으로의 관광이나 조요시 등 교토 부 남부 지역의 통근 및 통학 노선으로서의 역할이 커지고 있다. 하지만 모모야마역 ~ 신덴 역 간에서 동쪽으로 크게 우회하는 구간이 존재하기 때문에 조요 시 이남에서는 긴키 닛폰 철도 교토 선에 비해 큰 성과를 거두지 못하고 있다.
| 종별/역명 | 종별/역명     | 교토 | …   | 조요 | 조요 | …   | 기즈 | 기즈 | …   | 나라 |     |
| --------- | ------------- | ---- | --- | ---- | ---- | --- | ---- | ---- | --- | ---- | --- |
| 운행 편수 | 미야코지 쾌속 | 2편  | 2편 | 2편  | 2편  | 2편 | 2편  | 2편  | 2편 | 2편  | 2편 |
| 운행 편수 | 야마토지 쾌속 |      |     |      |      |     |      | 3편  | 3편 | 3편  |     |
| 운행 편수 | 보통          | 2편  | 2편 | 2편  | 2편  | 2편 | 2편  | 2편  | 2편 | 2편  | 2편 |
| 운행 편수 | 보통          | 2편  |     |      |      |     |      |      |     |      |     |

### 미야코지 쾌속

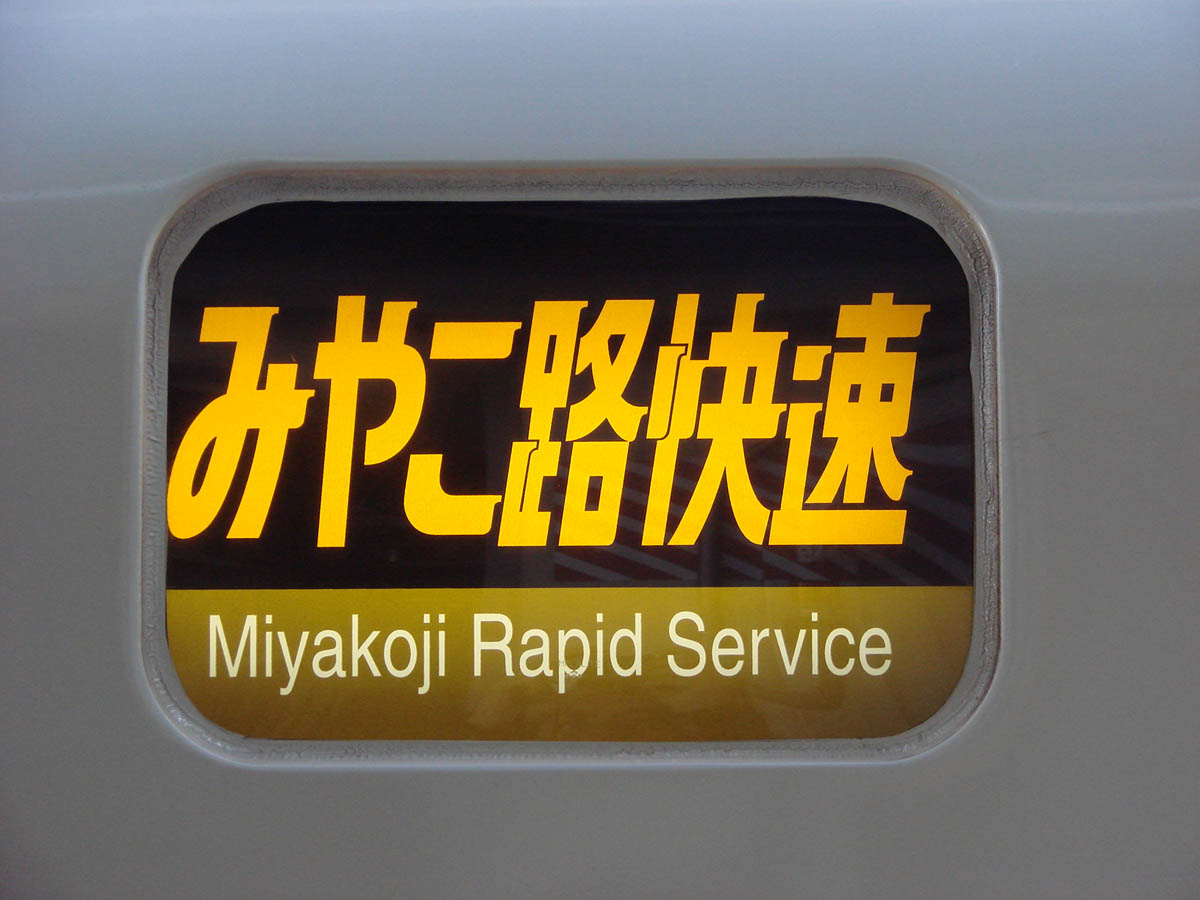
미야코지 쾌속의 종별막

2001년 3월 3일부터 설정된 가장 빠른 종별로 낮 시간대를 중심으로 운행되고 있다. 전 구간에서 특정 역에만 정차한다. 미야코지 쾌속의 종별 명칭은 운전 개시 전 시민들의 공모를 통해 결정되었다. 기본적으로 30분 간격으로 운전되고 있으며 우지 역에서 교토 역 ~ 나라 역 간의 보통과 완급 접속이 이루어지고 있다. 또 교토 행은 토요일과 일요일의 1편을 제외하고 조요 역에서도 약 12분 간 완급 접속을 행한다.
관광지인 교토와 나라를 잇는 열차로서 일본인 뿐만이 아니라 외국인 관광객의 이용도 많다. 모든 열차가 서일본 여객철도 221계 전동차 4량 편성 또는 6량 편성으로 운행되고 있다. 덧붙여 시간표 혼란이 발생했을 대에는 103계가 대신 운행하는 경우도 있다. 이에 따라 2008년 가을, 보결 운행을 행하는 나라 전차구의 103계 전동차를 대상으로, 행선막에 미야코지 쾌속을 추가하는 작업을 행하였다. 야마토지 쾌속에서도 시간표 혼란이 발생했을 경우 나라 전차구의 103계와 201계가 보결 운행을 하지만 이 때는 단순히 쾌속으로 표기한다.
표준 소요 시간은 나라 행 44분, 교토 행은 47분이다. 교토 행은 다나쿠라역 (일부는 가미코마 역)에서 2분 정도 추가 정차하며 하행 열차와 교행하기 때문에 상하행 소요 시간에 차이가 있다. 2003년 3월 15일의 시간표 개정으로 도후쿠지 역·다마미즈 역에도 정차하게 되었다. 덧붙여 새해 초에는 후시미 이나리 신사 참배객을 위해 이나리역에도 임시 정차한다.

### 쾌속
아침 출퇴근 시간대에 운전되고 있다. 전 구간에서 쾌속 운전을 행하지만 미야코지 쾌속이 우선 통과하는 JR 오구라 역, 신덴 역에도 정차한다. 221계 전동차 4량 ~ 6량 편성이 운전되고 있다. 기본적으로 30분 간격으로 운행되며 우지 역에서 보통 열차와 접속한다. 미야코지 쾌속과 같이 야마토지 선의 야마토지 쾌속 이하 모든 열차가 정차하는 나라야마역에는 서지 않는다. 2009년 3월 14일의 시간표 개정 이후 저녁 이후의 일부 쾌속 열차가 구간 쾌속으로 격하되었다.

### 구간 쾌속
교토 역과 우지 역 간에서는 쾌속으로 운행되며 우지 역 이남부터는 각 역에 정차한다. 아침과 야간을 중심으로 운행되고 있다. 원래는 평일에만 운행되었지만 2006년 시간표 개정으로 토요일, 일요일, 공휴일에도 운행하고 있다. 나라 선의 구간 쾌속은 간사이 본선 구간 쾌속으로의 오인을 막기 위해, 2008년 이후 노선 색이 입혀진 행선막을 사용하고 있다.

### 보통
전 구간에서 각 역에 정차하는 완행 열차이다. 기본적으로 낮 시간대에 교토 역 ~ 조요 역 간에서는 15분 간격, 조요 역 이남 구간에서는 30분 간격으로 운행되고 있다. 출퇴근 시간대에는 교토 역 ~ 우지 역 간을 운행하는 열차도 존재한다. 1994년 9월까지 사쿠라이 선 덴리역에서 시발하는 열차도 존재했었다.
차량은 일본국유철도 103계 전동차가 주를 이루며, 때때로 221계가 투입되기도 한다.

## 사용 차량
모두 서일본 여객철도 나라 전차구에 소속되어 있는 전동차를 이용하고 있다.
- 서일본 여객철도 221계 전동차
  - 4량 편성 또는 6량 편성으로 운전되고 있다. 주로 미야코지 쾌속, 쾌속, 구간 쾌속에 투입되고 있으며, 보통 열차에는 잘 투입되지 않는다.
- 일본국유철도 103계 전동차
  - 4량 편성의 보통 열차로 거의 고정되어 운행되고 있으며 휴일 시간대에 교토 발 나라 행 쾌속 1편만 쾌속으로서 투입된다. 오사카 순환선에서 103계 전동차가 노후화되어 철퇴되면서, 일부 편성을 추가 편입하였다.

## 역사
나라 철도에 의해 교토 역 ~ 기즈 역 ~ 나라 역 간이 개통하였지만 이 노선 중 교토 역 ~ 모모야마 역 간은 원래 지금의 긴키 닛폰 철도 교토 선의 경로를 이용해왔다. 도카이도 본선의 반바 역 ~ 교토 역 간이 히가시야마 터널을 경유하는 현재의 노선으로 이설된 1921년, 교토 역 ~ 이나리 역 간의 구 도카이도 본선과 이나리 역 ~ 모모야마 역 간의 신설 선로가 나라 선이 되어 교토 역 ~ 후시미역 간이 폐지되어, 후시미 역 ~ 모모야마 역 간은 화물선으로 쓰이게 되었다. 후에 교토 역 ~ 후시미 역 간의 구 선로는 긴키 닛폰 철도 교토 선의 전신인 나라 전기 철도가 사용하게 되었다.
나라 전기 철도의 노선이 1928년에 개업한 후에는 운행 빈도나 소요 시간에서 나라 선이 열세를 보여, 교토 ~ 나라 간의 철도 수요를 많이 빼앗기게 되었다. 제2차 세계 대전 후 1950년대부터 기동차를 투입하고 역을 몇 개 추가하였지만 그 이외의 투자는 이루어지지 않아 1984년에야 전철화가 이루어지는 등 전형적인 로컬선으로서 홀대받고 있었다. 본격적으로 나라 선의 활성화 대책이 등장하게 된 것은 서일본 여객철도 발족 후였는데, 서일본 여객철도의 나라 선에 대한 투자를 1991년에 처음으로 알린 아사히 신문은 투자의 배경으로 일본 천황 내외가 즉위 의례의 하나로 간사이를 방문하였을 때 긴키 닛폰 철도선을 이용한 것에 대한 일종의 굴욕감과 간사이 문화학술연구도시의 개발로 연선 인구가 증가하게 된 것 등이 서일본 여객철도의 나라 선에 대한 투자 의욕을 부추겼다고 주장하였다.

### 연표
- 1879년 8월 18일: 관영 철도로서 교토 역 ~ 이나리 역 ~ 오타니역 간이 개업하였다. 이와 함께 이나리 역이 개업하였다.
- 1895년 9월 5일: 나라 철도로서 교토 역 ~ 후시미 역 간이 개업하고 후시미 역이 개업하였다.
- 1895년 11월 3일: 후시미 역 ~ 모모야마 역 간이 연장 개업하였으며 모모야마 역이 개업하였다.
- 1896년 1월 25일: 모모야마 역 ~ 다마미즈 역 간이 개업하였다. 고하타, 우지, 신덴, 나가이케, 다마미즈 역이 개업하였다.
- 1896년 3월 13일: 다마미즈 역 ~ 기즈 역 간이 개업하였다. 다나쿠라 역, 나라 철도 기즈 역이 개업하였다.
- 1896년 4월 18일: 기즈 역 ~ 나라 역 간이 연장 개업하여 교토 역 ~ 나라 역 간 전 구간이 개통하였다.
- 1896년 4월 21일: 히가시데라 가정차장이 개업하였다.
- 1897년 4월 1일: 나라 철도 교토 역을 시치조 역으로 개칭하였다.
- 1902년 5월 3일: 가미코마 역이 개업하였다.
- 1905년 2월 7일: 나라 철도를 간사이 철도가 인수하였다.
- 1907년 10월 1일: 간사이 철도가 국유화되어 일본국유철도 소속이 되었다.
- 1908년 8월 1일: 나나조 역을 교토 역으로 흡수하였다.
- 1909년 10월 12일: 선로 명칭 제정으로 기즈 역 ~ 교토 역 간이 나라 선으로, 기즈 역 ~ 나라 역 간이 간사이 본선이 되었다.
- 1910년 12월 19일: 우지 역 ~ 고하타 역 간에 우지카와 신호소가 개설되었다.
- 1913년 6월 20일: 히가시데라 가정차장 ~ 교토 역 간에 하치조 신호소가 개설되었다.
- 1913년 11월 5일: 우지카와 신호소가 폐지되었다.
- 1914년 3월 20일: 기즈 역 ~ 나라 역 간이 복선화되었다.
- 1914년 7월 23일: 후시미 역 ~ 교토 역 간의 히가시데라 가정차장이 폐지되었다.
- 1914년 8월 15일: 하치조 신호소가 폐지되었다.
- 1921년 3월 20일: 우지 역 ~ 고하타 역 간에 우지카와 신호소가 재개설되었다.
- 1921년 8월 1일: 나라 선 교토 역 ~ 후시미 역 간이 폐지되었고, 후시미 역 ~ 모모야마 역 간도 여객 운행을 중단하였다. 도카이도 본선의 교토 역 ~ 이나리 역 간의 구 선로가 대신 나라 선으로 편입되어 이나리 역 ~ 모모야마 역 간의 신선이 개업하였다.
- 1922년 4월 1일: 우지카와 신호소가 신호장으로 승격되었다. 우지카와 신호장은 1926년 4월 1일 폐지되었다.
- 1928년 9월 3일: 화물 지선 모모야마 역 ~ 후시미 역 간이 폐지되었다. 후시미 역도 폐지되었다.
- 1930년 4월 1일: 영업거리 측량 단위가 마일에서 미터로 변경되었다.
- 1933년 12월 1일: 아오다니바이린 가정차장이 야마시로아오다니역으로 개칭 승격되었다.
- 1955년 7월 15일: 야마시로타가역이 개업하였다.
- 1957년 12월 27일: 도후쿠지역이 개업하였다.
- 1958년 7월 11일: 조요역이 개업하였다.
- 1961년 4월 21일: 오바쿠역이 개업하였다.
- 1984년 10월 1일: 교토 역 ~ 나라 역 간이 전철화되었다.
- 1985년 12월 1일: 나라야마역이 개업하였다.
- 1987년 4월 1일: 민영화에 의해 서일본 여객철도 소속이 되었고, 일본화물철도가 제2종 철도 사업자가 되었다.
- 1991년 3월 16일: 쾌속 열차가 처음으로 운행을 개시하였다.
- 1992년 10월 22일: 로쿠지조역이 개업하고 조요역에서 쾌속 정차가 이루어지기 시작하였다.
- 1997년 3월 8일: JR 후지노모리 역이 개업하였다.
- 2001년 3월 3일: 교토 역 ~ JR 후지노모리 역, 우지 역 ~ 신덴역 간이 복선화되고, JR 오구라 역이 개업하였으며, 미야코지 쾌속의 운행이 개시되었다. 10월 1일에는 도후쿠지 역이 쾌속 정차역이 되었다.
- 2003년 3월 15일: 도후쿠지 역, 다마미즈 역에서 미야코지 쾌속이 정차하게 되었다.
- 2003년 4월 1일: 일본화물철도의 제2동 철도사업자 자격이 폐지되었다.
- 2008년 7월 1일: 전 구간 금연화가 실시되었다.[3]

## 역 목록
| 노 선       | 역명             | 일어 역명                   | 접속 노선                                                                                                  | 역간 거리 | 영업 거리        | 소재지           | 소재지 | 소재지       |
| ----------- | ---------------- | --------------------------- | --- | --------- | ---------------- | ---------------- | ------ | ------------ |
| 나라 선     | 교토             | 京都                        | ■ 도카이도 신칸센 ■ JR 교토·비와코·고세이 선 ■ 사가노 선 ■ 긴키 닛폰 철도 교토 선 ■ 교토 지하철 가라스마선 | 0.0       | 0.0              | 교토부           | 교토시 | 시모교구     |
| 나라 선     | 도후쿠지         | 東福寺                      | ■ 게이한 전기 철도 본선                                                                                    | 1.1       | 1.1              | 교토부           | 교토시 | 히가시야마구 |
| 나라 선     | 이나리           | 稲荷                        | | 1.6       | 2.7              | 교토부           | 교토시 | 후시미구     |
| 나라 선     | JR 후지노모리    | JR藤森                      | 2.3 | 5.0       |                  | 교토부           | 교토시 | 후시미구     |
| 나라 선     | 모모야마         | 桃山                        | 2.2 | 7.2       |                  | 교토부           | 교토시 | 후시미구     |
| 나라 선     | 로쿠지조         | 六地蔵                      | ■ 교토 지하철 도자이선 ■ 게이한 전기 철도 우지 선                                                          | 2.4       | 9.6              | 교토부           | 우지시 | 우지시       |
| 나라 선     | 고하타           | 木幡                        | | 1.0       | 10.6             | 교토부           | 우지시 | 우지시       |
| 나라 선     | 오바쿠           | 黄檗                        | ■ 게이한 전기 철도 우지 선                                                                                 | 1.4       | 12.0             | 교토부           | 우지시 | 우지시       |
| 나라 선     | 우지             | 宇治                        | | 2.9       | 14.9             | 교토부           | 우지시 | 우지시       |
| 나라 선     | JR 오구라        | JR小倉                      | 1.4 | 16.3      |                  | 교토부           | 우지시 | 우지시       |
| 나라 선     | 신덴             | 新田                        | ■ 긴키 닛폰 철도 교토 선                                                                                   | 1.8       | 18.1             | 교토부           | 우지시 | 우지시       |
| 나라 선     | 조요             | 城陽                        | | 2.1       | 20.2             | 교토부           | 조요시 | 조요시       |
| 나라 선     | 나가이케         | 長池                        | 1.8 | 22.0      |                  | 교토부           | 조요시 | 조요시       |
| 나라 선     | 야마시로아오다니 | 山城青谷                    | 2.0 | 24.0      |                  | 교토부           | 조요시 | 조요시       |
| 나라 선     | 야마시로타가     | 山城多賀                    | 1.3 | 25.3      | 쓰즈키군 이데 정 | 쓰즈키군 이데 정 |        |              |
| 나라 선     | 다마미즈         | 玉水                        | 2.0 | 27.3      | 쓰즈키군 이데 정 | 쓰즈키군 이데 정 |        |              |
| 나라 선     | 다나쿠라         | 棚倉                        | 3.0 | 30.3      | 기즈가와시       | 기즈가와시       |        |              |
| 나라 선     | 가미코마         | 上狛                        | 2.8 | 33.1      | 기즈가와시       | 기즈가와시       |        |              |
| 나라 선     | 기즈             | 木津                        | ■ 간사이 본선 (가메야마 방면) ■ 야마토지 선 ■ 가타마치 선                                                  | 1.6       | 기즈가와시       | 기즈가와시       | 34.7   |              |
| 간사이 본선 | 기즈             | 木津                        | ■ 간사이 본선 (가메야마 방면) ■ 야마토지 선 ■ 가타마치 선                                                  | 1.6       | 기즈가와시       | 기즈가와시       | 34.7   |              |
| 나라야마    | 平城山           |                             | 3.2 | 37.9      | 나라현           | 나라시           | 나라시 |              |
| 나라        | 奈良             | ■ 야마토지 선 ■ 사쿠라이 선 | 3.8 | 41.7      | 나라현           | 나라시           | 나라시 |              |